# スコット・クーパー (映画監督)
スコット・クーパー（Scott Cooper、1970年 - ）は、アメリカ合衆国の映画監督、脚本家、俳優である。

## 経歴
2009年、ジェフ・ブリッジズ主演の『クレイジー・ハート』を監督する。つづく『ファーナス/訣別の朝』は2013年のAFI映画祭で上映された。
2015年、ジョニー・デップ主演の『ブラック・スキャンダル』がヴェネツィア国際映画祭にて上映される。

## スタイルと影響
影響を受けた人物にホートン・フート、ウィリアム・スタイロン、ウィリアム・フォークナーを挙げている。

## 私生活
俳優のロバート・デュヴァルは2003年に『ゴッド&ジェネラル/伝説の猛将』で共演して以来の親友であり、クーパーはデュヴァルの農場で結婚式を挙げた。

## フィルモグラフィー

### 映画
| 年   | 題名                                                                    | 役割             | 備考                  |
| ---- | ----------------------------------------------------------------------- | ---------------- | --------------------- |
| 1999 | オースティン・パワーズ:デラックス Austin Powers: The Spy Who Shagged Me | 出演             |                       |
| 2000 | ザ・ハッカー Takedown                                                   | 出演             |                       |
| 2003 | 戦火の牙 K9戦略指令 Rain                                                | 出演             |                       |
| 2003 | ゴッド&ジェネラル/伝説の猛将 Gods and Generals                          | 出演             |                       |
| 2009 | クレイジー・ハート Crazy Heart                                          | 監督・脚本・製作 |                       |
| 2009 | Get Low                                                                 | 出演             |                       |
| 2013 | ファーナス/訣別の朝 Out of the Furnace                                  | 監督・脚本       |                       |
| 2015 | ブラック・スキャンダル Black Mass                                       | 監督・製作       |                       |
| 2017 | 荒野の誓い Hostiles                                                     | 監督・脚本・製作 |                       |
| 2021 | アントラーズ Antlers                                                    | 監督・脚本       | Disney+配信映画       |
| 2022 | ほの蒼き瞳 The Pale Blue Eye                                            | 監督・脚本・製作 | Netflixオリジナル映画 |
| TBA  | Deliver Me From Nowhere                                                 | 監督             |                       |

### テレビ
- Xファイル The X-Files （1999年） - 出演
- ブロークン・トレイル 遥かなる旅路 Broken Trail （2006年） - 出演